# John Bell (wig)
John Bell (ur. 19 czerwca 1796 w hrabstwie Lycoming, zm. 4 maja 1869 we Fremont) – amerykański polityk.

## Życiorys
Urodził się 19 czerwca 1796 roku na terenie hrabstwa Lycoming. Otrzymał podstawowe wykształcenie, a w 1810 roku przeniósł się z rodziną do Ohio, gdzie osiedlił się początkowo w hrabstwie Greene, a następnie we Fremont. W 1830 roku został burmistrzem miasta, a potem przez kilka kadencji pełnił funkcję sędziego spadkowego. W 1834 roku został generałem majorem milicji stanowej i rok później dowodził oddziałem w wojnie o Toledo. W latach 1838–1841 był poczmistrzem, a w okresie 1844–1845 zasiadał w legislaturze stanowej. Po zakończeniu kadencji ponownie został burmistrzem Fremont. W 1850 roku wygrał wybory uzupełniające do Izby Reprezentantów (z ramienia Partii Wigów), mające obsadzić wakat po śmierci Amosa Wooda. W latach 50. XIX wieku powrócił do zawodu sędziego. Zmarł 4 maja 1869 roku we Fremont.